# Roberto Bissonnette
Pour les articles homonymes, voir Bissonnette.
Roberto Bissonnette, plus connu sous le nom de Bob Bissonnette est né le 27 avril 1981 à Caracas au Venezuela et mort dans un accident d'hélicoptère le 4 septembre 2016 à Flatlands dans la province du Nouveau-Brunswick au Canada. Bissonnette est un joueur de hockey sur glace devenu chansonnier et co-actionnaire des Capitales de Québec. Il est connu pour ses compositions axées sur le sport.

## Biographie

### Carrière sportive
Lors du repêchage de la Ligue de hockey junior majeur du Québec en 1998, il est sélectionné à la 92e position au 7e tour. Il commence sa carrière en 1998 dans cette ligue en jouant pour les Olympiques de Hull, où il devient capitaine de l'équipe. Il est échangé au Titan d'Acadie-Bathurst lors de la saison 2001-2002. Il termine son passage dans la LHJMQ avec 1260 minutes de pénalité pour se classer au 10e rang des joueurs les plus punis de l'histoire de la ligue.
Pour la saison 2002-2003, il joue avec les Patriotes de l’université du Québec à Trois-Rivières. En 2003, il rejoint les Everblades de la Floride de l'ECHL, pour ensuite joindre le Caron & Guay de Pont-Rouge de la Ligue de Hockey Senior Majeur du Québec. Il passe ensuite trois saisons dans la Ligue centrale de hockey (LCH) et dans la Ligue de hockey senior de l'Est du Québec. Lors de la saison 2007-2008, il joue avec les Summum-Chiefs de Saint-Jean-sur-Richelieu de la Ligue nord-américaine de hockey. Il joue ensuite quelques matchs avec les Acadiens de Grand-Caraquet de la Ligue de hockey senior de la Côte-Nord, ainsi qu'avec les Cataracts de Grand Falls-Windsor de la West Coast Senior Hockey League.

### Statistiques
Pour les significations des abréviations, voir statistiques du hockey sur glace.
| Saison    | Équipe                                    | Ligue |    | Saison régulière | Saison régulière | Saison régulière | Saison régulière | Saison régulière |   | Séries éliminatoires | Séries éliminatoires | Séries éliminatoires | Séries éliminatoires | Séries éliminatoires |
| Saison    | Équipe                                    | Ligue | PJ | B                | A                | Pts              | Pun              | PJ               | B | A                    | Pts                  | Pun                  |                      |                      |
| 1998-1999 | Olympiques de Hull                        | LHJMQ | 44 | 7                | 6                | 13               | 183              | 23               | 4 | 4                    | 8                    | 33                   |                      |                      |
| 1999-2000 | Olympiques de Hull                        | LHJMQ | 69 | 5                | 15               | 20               | 318              | 15               | 1 | 1                    | 2                    | 22                   |                      |                      |
| 2000-2001 | Olympiques de Hull                        | LHJMQ | 71 | 31               | 31               | 62               | 381              | 3                | 1 | 1                    | 2                    | 4                    |                      |                      |
| 2001-2002 | Olympiques de Hull                        | LHJMQ | 44 | 16               | 22               | 38               | 248              | -                | - | -                    | -                    | -                    |                      |                      |
| 2001-2002 | Titan d'Acadie-Bathurst                   | LHJMQ | 22 | 3                | 7                | 10               | 130              | 13               | 2 | 3                    | 5                    | 49                   |                      |                      |
| 2002-2003 | Patriotes de l'UQTR                       | RSEQ  | 20 | 9                | 12               | 21               | 54               | -                | - | -                    | -                    | -                    |                      |                      |
| 2003-2004 | Everblades de la Floride                  | ECHL  | 13 | 0                | 0                | 0                | 33               | -                | - | -                    | -                    | -                    |                      |                      |
| 2003-2004 | Caron & Guay de Pont-Rouge                | LHMSQ | 18 | 2                | 3                | 5                | 111              | 9                | 0 | 1                    | 1                    | 6                    |                      |                      |
| 2004-2005 | Métro Gagnon de Donnacona                 | LHSCQ | 33 | 10               | 20               | 30               | 158              | -                | - | -                    | -                    | -                    |                      |                      |
| 2005-2006 | Xtreme de Shawinigan                      | LHSCQ | 13 | 1                | 4                | 5                | 56               | -                | - | -                    | -                    | -                    |                      |                      |
| 2006-2007 | CIMT de Rivière-du-Loup                   | LHSCQ | 2  | 0                | 1                | 1                | 6                | -                | - | -                    | -                    | -                    |                      |                      |
| 2006-2007 | Gaillard de Chandler                      | LHSEQ | 14 | 7                | 9                | 16               | 85               | 4                | 1 | 1                    | 2                    | 54                   |                      |                      |
| 2007-2008 | Summum-Chiefs de Saint-Jean-sur-Richelieu | LNAH  | 18 | 1                | 2                | 3                | 123              | -                | - | -                    | -                    | -                    |                      |                      |
| 2008-2009 | Acadiens de Grand-Caraquet                | LHSAC | 13 | 7                | 12               | 19               | 109              | 3                | 3 | 2                    | 5                    | 24                   |                      |                      |
| 2009-2010 | Cataracts de Grand Falls-Windsor          | WCSHL | 6  | 0                | 1                | 1                | 45               | -                | - | -                    | -                    | -                    |                      |                      |

### Deuxième carrière
Après sa retraite sportive, il réalise plusieurs albums dont le premier sort en 2010.

#### Discographie
- 2010 : Recrue de l'année[6]
- 2012 : Les barbes de séries
- 2014 : Rockstar
- 2021: Temple de la Renommée

#### Récompenses
- 2021: Recrue de l'année certifié disque d'or le 14 mai 2021
- 2021: Les barbes de séries certifié disque d'or le 22 septembre 2021

#### Vidéoclips
- 2010 : Mettre du tape su' ma palette
- 2011 : Hockey dans rue
- 2011 : Y sont toutes folles
- 2011 : Chrysler Jeep Dodge (Mon nouveau commanditaire)
- 2011 : Les Guimauves
- 2012 : Hanrahan (Ta femme Suzanne)
- 2012 : Chantal Machabée
- 2012 : La Machine à scorer
- 2013 : Les barbes de séries
- 2014 : Basketball (Ah non! Pas encore)
- 2014 : Université
- 2015 : La Balade des malades
- 2015 : Gentlemen's Club
- 2021 : Bob le guerrier (symphonique)
- 2021 : J’accroche mes patins (symphonique)

### Accident mortel
Le 4 septembre 2016, Roberto Bissonnette meurt dans un accident d'hélicoptère à Flatlands dans la province du Nouveau-Brunswick au Canada qui a fait un autre mort, Frédérick Décoste, le pilote de l'appareil, et un blessé, Michel Laplante, président directeur général des Capitales de Québec.
L'appareil dans lequel il survole la région aurait heurté des lignes électriques, dans le comté de Restigouche, pour ensuite frapper un remblai et s'écraser dans la rivière Restigouche.
Selon CBC News, l’accident meurtrier a également entraîné une coupure de courant pour au moins 11 000 foyers.

### Vie privée
Bissonnette demeurait à Lévis dans le quartier de l'ancienne ville de Charny avec sa conjointe Marie-Pierre Simard.
Bob Bissonnette est copropriétaire minoritaire des Capitales de Québec de juin 2016 jusqu'à son décès. Il a offert durant cinq ans une prestation musicale chaque mardi durant les saisons régulières de cette équipe.
Il est, entre autres, ami avec le joueur de hockey professionnel Maxime Talbot ayant évolué en sa compagnie chez les Olympiques de Hull.

### Documentaire
En septembre 2019, Bruno Lachance réalise un documentaire sur la vie de Roberto Bissonnette. Lors de la première du film Bob Bissonnette: ROCKSTAR. Pis pas à peu près, dans le cadre du Festival de cinéma de la ville de Québec, près de 7000 personnes assistent à la projection au stade Canac et simultanément près de 1000 personnes font de même à la Place d'Youville.